# Winfried Schäfer
Winfried Schäfer (Mayen, 10 de janeiro de 1950) é um ex-futebolista profissional alemão, foi meio-campista, atualmente treinador, atua na Seleção Jamaicana de Futebol.

## Títulos

### Como jogador
Borussia Mönchengladbach
- Bundesliga: 1969-70
- Copa da UEFA: 1978–79

Kickers Offenbach
- Copa da Alemanha: 1969–70

### Como treinador
Camarões
- Copa Africana de Nações: 2002

Al Ahli
- UAE Football League: 2005–06

Al Ain
- Etisalat Emirates Cup: 2008-09
- UAE President Cup: 2008-09

Jamaica
- Copa do Caribe: 2014